# Edmilson Tadeu Canavarros dos Santos
Edmilson Tadeu Canavarros dos Santos SDB (ur. 3 grudnia 1967 w Corumbá) – brazylijski duchowny katolicki, biskup-prałat Itacoatiary od 2024.

## Życiorys
Święcenia kapłańskie przyjął 7 grudnia 1996 w zgromadzeniu salezjanów. Pracował głównie w zakonnych kolegiach i instytutach. W latach 2008–2014 był wiceinspektorem inspektorii Mato Grosso.
12 października 2016 papież Franciszek mianował go biskupem pomocniczym archidiecezji Manaus oraz biskupem tytularnym Feradi Minus. Sakry biskupiej udzielił mu 12 grudnia 2016 arcybiskup Sérgio Eduardo Castriani.
22 sierpnia 2024 papież został mianowany biskupem prałatury terytorialnej Itacoatiara.